# Duchesnea
Duchesnea é um género botânico pertencente à família Rosaceae.